# علیرضا قمیشی
علیرضا قمیشی (زادهٔ ۲۷ شهریور ۱۳۴۸ در شیراز)، خواننده،  آهنگساز و ترانه‌سرای ایرانی است.

## فعالیت‌های هنری
علیرضا قمیشی موسیقی را از ۵ سالگی با یادگیری پیانو آغاز کرد و تا سیزده سالگی به‌طور جدی پیانو می‌نواخت. در ۱۴ سالگی، پس از سفر به آمریکا، به ساز درامز علاقه‌مند شد و دریافت که درامز ساز اوست. بنا بر این به یادگیری و نواختن درامز رو آورد. از ۱۶ سالگی تا ۱۹ سالگی به صورت حرفه‌ای در کلوپ‌های موسیقی معروف هالیوود، از جمله «تروبدورز»، «راکسی» و «گزاریس» با گروه‌های «سیرکس» و «جانی اند دِ جگوارز» همکاری می‌کرد و درامز می‌نواخت. او در این مدت سبکهای موسیقی «هارد راک»، «هوی متال» و «کامرشیال هوی متال» را تجربه کرد. آشنایی با تامی لی، نوازندهٔ درامز گروه «ماتلی کرو»، تأثیر بسزایی در شیوهٔ نوازندگی وی داشت.
در سال ۱۳۶۸ که به ایران بازگشت، بیست ساله بود؛ و در سال ۱۳۷۶ که عضو اولین گروه موسیقی پاپ در جزیره کیش شد، ۲۸ سال داشت. او که ۵ سال عضو آن گروه بود، در این مدت قطعاتی ساختهٔ خود و اعضای گروه و نیز قطعاتی از دیگران را می‌نواخت، در سال ۱۳۸۱ از گروه جدا شد و به ساخت قطعات موسیقی خود رو آورد. در سال‌های ۱۳۸۴ و ۱۳۸۵ کار آهنگسازی و تنظیم آلبوم اسیر را با همکاری سیروان خسروی انجام داد. این آلبوم، توسط شرکت آوای باربد، در سال ۱۳۸۹ منتشر شد تا با حاشیه های فراوان آنچه که تجربه شده بود باز هم تجربه شود و در آن سال بالاتر از حریص (آلبوم) محسن چاوشی به عنوان پرفروشترین آلبوم سال ۱۳۸۹ در صدر پر تیراژترین آلبوم های موسیقی سال قرار بگیرد.
دومین آلبوم رسمی او به نام فقط آرزو کن در آذر ماه سال ۱۳۹۶ بعد از هفت سال وقفه نسبت به آلبوم اسیر و با قطعاتی جدید توسط شرکت هنر اول با مجوز وزارت فرهنگ و ارشاد اسلامی وارد بازار موسیقی ایران شد.
در حال حاضر علیرضا قمیشی به آهنگسازی، خوانندگی، ترانه‌سرایی و نوازندگی سازهایی نظیر پیانو، درامز، تومباف پرکاشن و الکترو پرکاشن مشغول است.

## حاشیه‌ها
سیاوش قمیشی هیچ‌گاه علیرضا را به عنوان فرزند خود قبول نداشته و حتی در گفتگو با یکی از شبکه‌های ماهواره‌ای فارسی‌زبان از این موضوع سخن گفته که هیچ‌گاه علاقه‌ای به تولد این فرزند نداشته‌است. علیرضا در آلبوم «اسیر» دو قطعه از آثار سابق پدر را بازخوانی کرده و حتی، یکی از قطعات آلبوم با عنوان «درد دوری» را هم به پدر تقدیم کرده اما بلافاصله پس از انتشار این آلبوم، پدر طی اطلاعیه‌ای اعلام می‌کند که تحت هیچ عنوان، امتیاز هیچ اثر هنری خود شامل ملودی، آهنگ و تنظیم را به هیچ خواننده و هنرمند ایرانی واگذار نکرده و هر نوع اجرای مجدد، کپی کردن، انتشار و حمایت‌های غیراصل، دستبرد هنری محسوب می‌شود و این یعنی اینکه انتشار آلبوم «اسیر» توسط شخصی به اسم علیرضا قمیشی دستبرد هنری محسوب می‌شود.

## آلبوم‌ها
- اسیر

| نام ترانه         | ترانه‌سرا     | آهنگساز      | تنظیم        |
| ----------------- | ------------ | ------------ | ------------ |
| دو هفته           | ترانه مکرم   | سیروان خسروی | سیروان خسروی |
| ستاره             | ترانه مکرم   | سیروان خسروی | سیروان خسروی |
| جاده (بازخوانی)   | سیاوش قمیشی  | سیاوش قمیشی  | سیروان خسروی |
| باور نمی‌کنم       | شهرام فرشید  | سیروان خسروی | سیروان خسروی |
| درد دوری          | علیرضا قمیشی | سیروان خسروی | سیروان خسروی |
| سرنوشت (بازخوانی) | سیاوش قمیشی  | سیاوش قمیشی  | سیروان خسروی |
| اسیر (بازخوانی)   | سیاوش قمیشی  | سیاوش قمیشی  | سیروان خسروی |

- فقط آرزو کن

| نام ترانه   | ترانه‌سرا        | آهنگساز      | تنظیم       |
| ----------- | --------------- | ------------ | ----------- |
| بی رحم      | مهرزاد امیرخانی | علی رهبری    | آرین بهاری  |
| درخت        | مهرزاد امیرخانی | علی رهبری    | آرین بهاری  |
| غریبه       | شهرام شریعت     | علی رهبری    | آرین بهاری  |
| فقط آرزو کن | مهرزاد امیرخانی | علی رهبری    | آرین بهاری  |
| قناری       | مهرزاد امیرخانی | علی رهبری    | آرین بهاری  |
| زمستون      | مهرزاد امیرخانی | علی رهبری    | آرین بهاری  |
| عذاب        | شهرام شریعت     | علیرضا قمیشی | آرین بهاری  |
| معجزه       | مهرزاد امیرخانی | میلاد ترابی  | میلاد ترابی |